# Phedra (Suriname)
Phedra, ook geschreven als Phaedra en Phoedra, is een plaats en voormalige plantage in het ressort Maréchalkreek in het noorden van het district Brokopondo in Suriname, op de grens met Para.
In het dorp bevindt zich een kliniek van de Medische Zending.

## Landbouw Maatschappij Brokopondo
Nabij bevindt zich de Landbouw Maatschappij Brokopondo (voorheen LM Phedra), waar van 1978 tot 1996 oliepalmen werden verbouwd.

## Voormalige waterkrachtcentrale
In de nabijheid was in de Jaikreek een waterkrachtproject van de Stichting Stichting Jaikreek-Phedra voorzien. Deze kwam uiteindelijk niet tot ontwikkeling.

## Voormalige plantage Hebron/Phoedra
Op deze plaats bevond zich van 1737 tot 1770 de plantage met de naam Hebron van de Joodse plantage-eigenaar Moses Nunez Henriquez en tot 1780 van de gereformeerde eigenaar Albinus Hendrik Vinke, waarna het waarschijnlijk verlaten werd. De plantage was onder beide eigenaren 1600 akkers groot en had de bestemming als kostgrond. Daarna kreeg het de naam Phoedra, later geschreven als Phedra. Op de plantage werd Ma Pansa geboren, die bekend werd als degene die de rijstteelt introduceerde onder de marrons van Suriname.

## Steenslagbedrijf
Bij Phedra was tot 1972 en is sinds 2023 een steenslagbedrijf gevestigd. Tot 1972 was hier een mijn voor steenslag. Deze werd gesloten omdat er te veel mica's in het steen werden aangetroffen waardoor de hardheid niet gehaald werd. Nabij Phedra opende president Chan Santokhi op 29 april 2023 weer een steenslagoperatie. Deze ligt op de plantage Worsteling Jacobs en was bij de opening de tweede steenslagoperatie van Grassalco.